# Thalictrum nigromontanum
Thalictrum nigromontanum är en ranunkelväxtart som beskrevs av Joseph Robert Bernard Boivin. Thalictrum nigromontanum ingår i släktet rutor, och familjen ranunkelväxter. Inga underarter finns listade i Catalogue of Life.